# Woesten
Woesten är en ort i Belgien.   Den ligger i provinsen Västflandern och regionen Flandern, i den västra delen av landet, 110 km väster om huvudstaden Bryssel. Woesten ligger 18 meter över havet och antalet invånare är 1 385.
Terrängen runt Woesten är mycket platt, och sluttar norrut. Runt Woesten är det tätbefolkat, med 266 invånare per kvadratkilometer.. Närmaste större samhälle är Poperinge, 6,7 km sydväst om Woesten.
Trakten runt Woesten består till största delen av jordbruksmark.